# Loupeigne
Loupeigne és un municipi francès situat al departament de l'Aisne i a la regió dels Alts de França. L'any 2007 tenia 82 habitants.

## Demografia

### Població
El 2007 la població de fet de Loupeigne era de 82 persones. Hi havia 40 famílies de les quals 16 eren unipersonals (8 homes vivint sols i 8 dones vivint soles), 12 parelles sense fills i 12 parelles amb fills.
La població ha evolucionat segons el següent gràfic:
Habitants censats

### Habitatges
El 2007 hi havia 50 habitatges, 39 eren l'habitatge principal de la família, 9 eren segones residències i 2 estaven desocupats. Tots els 50 habitatges eren cases. Dels 39 habitatges principals, 31 estaven ocupats pels seus propietaris, 5 estaven llogats i ocupats pels llogaters i 3 estaven cedits a títol gratuït; 9 tenien tres cambres, 18 en tenien quatre i 12 en tenien cinc o més. 27 habitatges disposaven pel capbaix d'una plaça de pàrquing. A 22 habitatges hi havia un automòbil i a 13 n'hi havia dos o més.

### Piràmide de població
La piràmide de població per edats i sexe el 2009 era:
| Homes | Edats   | Dones |
| ----- | ------- | ----- |
| 0     | 95 o +  | 0     |
| 0     | 90 a 94 | 4     |
| 0     | 85 a 89 | 0     |
| 0     | 80 a 84 | 0     |
| 0     | 75 a 79 | 0     |
| 4     | 70 a 74 | 0     |
| 0     | 65 a 69 | 0     |
| 4     | 60 a 64 | 0     |
| 0     | 55 a 59 | 0     |
| 0     | 50 a 54 | 4     |
| 0     | 45 a 49 | 0     |
| 4     | 40 a 44 | 4     |
| 12    | 35 a 39 | 4     |
| 4     | 30 a 34 | 8     |
| 0     | 25 a 29 | 0     |
| 0     | 20 a 24 | 0     |
| 12    | 15 a 19 | 4     |
| 12    | 10 a 14 | 8     |
| 0     | 5 a 9   | 4     |
| 0     | 0 a 4   | 0     |

## Economia
El 2007 la població en edat de treballar era de 59 persones, 43 eren actives i 16 eren inactives. De les 43 persones actives 36 estaven ocupades (19 homes i 17 dones) i 7 estaven aturades (4 homes i 3 dones). De les 16 persones inactives 5 estaven jubilades, 4 estaven estudiant i 7 estaven classificades com a «altres inactius».
Activitats econòmiques
L'únic establiment que hi havia el 2007 era d'una empresa extractiva.
L'any 2000 a Loupeigne hi havia 3 explotacions agrícoles que ocupaven un total de 588 hectàrees.

## Poblacions més properes
El següent diagrama mostra les poblacions més properes.